# Momonga Linux
Momonga Linux（モモンガ・リナックス）は、Linuxディストリビューションの1つ。
2002年7月1日に開発プロジェクトが発足した。最新リリースは2010年9月13日にリリースされた7 (Natsuki)である。
Kondara MNU/Linuxの後継に相当する。

## Kondara MNU/Linuxとの関係
Kondara Project の開発者たちと、Kondara Project のスポンサーであったデジタルファクトリとの間に発生した商標問題により、2002年7月15日をもって Kondara Project は解散した。これを受けて、旧 Kondara Project の開発者たちの一部が立ち上げたのが Momonga Project である。
Kondara Project の解散時、その CVS リポジトリがそのままの形で公開されたため、Kondara Project の成果物を元に開発が始められた。パッケージシステムは RPM を採用、開発者間の議論は IRC を利用するなど、Kondara Project の特徴が受け継がれている。

## 開発状況
Momonga LinuxのOfficial web siteは2012年以来目立った更新がなく、安定版としてのリリースもNatsuki以来行われていない為、開発終了の発表をなくして開発終了と考えられている。
一方でリポジトリは2020年現在も数人の開発者によって活発に更新が続けられており、開発版であるバージョン8へのアップグレードも可能であることからMomongaユーザの間でも開発状況についての理解には混乱が生じている。
なお、バージョンごとに存在するコードネームは「趣味のLinux」という理念に基づき二次元の女の子の名前が用いられるが、バージョン8においてコードネームおよびイメージカラーは確認されていない。

## 歴史
- 2002年7月1日 開発プロジェクトが発足
- 2002年7月15日 Kondara Projectが解散
- 2004年8月6日 バージョン1 (Kaede) リリース
- 2005年4月25日 バージョン2（Asuna[要出典]）リリース[4]
- 2005年10月1日 coMomonga Linux 2+がリリース
- 2006年8月14日 バージョン3（Mikuru[要出典]）リリース[1]
- 2006年10月31日 coMomonga Linux 3 リリース
- 2007年8月19日 バージョン4（Izumi）リリース[6][7]
- 2008年2月29日 大幅なアップデートを加えたバージョン4 Plus（4.1）リリース
- 2007年10月7日 coMomonga Linux 4 リリース
- 2008年10月10日 バージョン5（Miyako）リリース
- 2009年7月27日 バージョン6 (Touka) リリース[2][5][8]
- 2009年11月17日 大幅なアップデートを加えたバージョン6 Plus（6.1）リリース
- 2010年9月13日 バージョン7 (Natsuki) リリース[3]

## 今までのリリース
| バージョン   | リリース日     | イメージカラー                              | コードネーム | サポート期限                      | 備考                                |
| ------------ | -------------- | ------------------------------------------- | ------------ | --------------------------------- | ----------------------------------- |
| 1            | 2004年8月6日   | チョコレートブラウン                        | Kaede        | Momonga Linux 2リリースのため終了 |                                     |
| 2            | 2005年4月25日  | 緑と青                                      | Asuna        | Momonga Linux 3リリースのため終了 |                                     |
| 2+           | 2005年10月1日  | 緑と青                                      | Asuna        | Momonga Linux 3リリースのため終了 | Cooperative Linux用ディスクイメージ |
| 2++          | 2006年4月      | 緑と青                                      | Asuna        | Momonga Linux 3リリースのため終了 | Cooperative Linux用ディスクイメージ |
| 3            | 2006年8月14日  | #F0C8F0                                     | Mikuru       | Momonga Linux 4リリースのため終了 |                                     |
| 4            | 2007年8月19日  | 赤                                          | Izumi        | Momonga Linux 5リリースのため終了 |                                     |
| 4 Plus (4.1) | 2008年2月29日  | 赤                                          | Izumi        | Momonga Linux 5リリースのため終了 |                                     |
| 5            | 2008年10月10日 | 山吹色                                      | Miyako       | Momonga Linux 6リリースのため終了 |                                     |
| 6            | 2009年7月27日  | 黄色(ffed32)                                | Touka        | Momonga Linux 7リリースのため終了 |                                     |
| 6 Plus (6.1) | 2009年11月17日 | 黄色(ffed32)                                | Touka        | Momonga Linux 7リリースのため終了 |                                     |
| 7            | 2010年9月13日  | ディープブルー(060630) アースカラー(4990f0) | Natsuki      | Momonga Linux 8リリースまで       |                                     |